# دامیر پولیچ
دامیر پولیچ (انگلیسی: Damir Polić؛ زادهٔ ۳ آوریل ۱۹۵۳) بازیکن واترپلو اهل یوگسلاوی بود.
وی در مسابقات کشوری و بین‌المللی در مجموع برندهٔ ۱ مدال نقره شده‌است.